# 후지필름 X-마운트

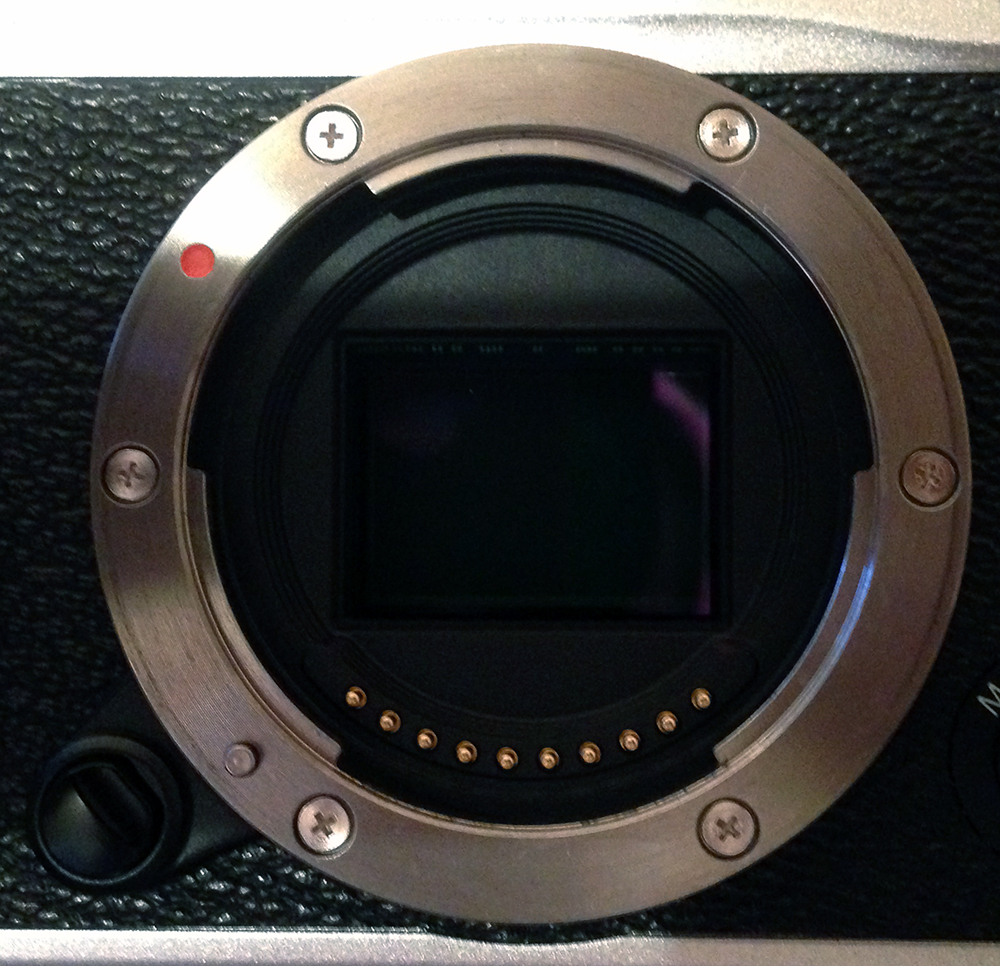

후지필름 X-마운트는 후지필름이 렌즈 교환식 미러리스 카메라용으로 디자인한 새로운 후지논 렌즈 라인업이다. 현재 후지논 XF와 XC 렌즈들 그리고 칼자이스의 Touit 렌즈 라인업이 있다. 그러나 이 외에도 별도의 어댑터를 사용하여 라이카 M 렌즈를 사용할 수 있다. 또한 추가적인 어댑터를 사용하여 캐논, 니콘, 미놀타, 콘탁스/야시카, 코니카 SLR 렌즈들 역시 이용할 수 있다.

## 후지 X 마운트 카메라
다음은 X-마운트 렌즈를 사용하는 후지필름의 디지털 카메라이다.
- 후지필름 X-A1
- 후지필름 X-A2
- 후지필름 X-A3
- 후지필름 X-A10
- 후지필름 X-E1
- 후지필름 X-E2
- 후지필름 X-E2s
- 후지필름 X-M1
- 후지필름 X-Pro1
- 후지필름 X-Pro2
- 후지필름 X-T1
- 후지필름 X-T2
- 후지필름 X-T10
- 후지필름 X-T20
- 후지필름 X-E3
- 후지필름 X-H1

## 후지 X 마운트 렌즈

### 후지논 XF 및 XC 렌즈
해당 렌즈들은 출시한 순서대로 나열된다. 후지필름의 Fujinon 렌즈 라인업에서 XF 및 XC 라인업으로 분류되며, 이 외에 서드파티로 칼자이스의 Touit가 있다.
- Fujinon XF 14mm f/2.8 R
- Fujinon XF 18mm f/2.0 R
- Fujinon XF 23mm f/1.4 R
- Fujinon XF 27mm f/2.8
- Fujinon XF 35mm f/1.4 R
- Fujinon XF 60mm f/2.4 R Macro
- Fujinon XF 18-55mm f/2.8-4 R LM OIS
- Fujinon XC 16-50mm f/3.5-5.6
- Fujinon XF 55-200mm f/3.5-4.8 R LM OIS
- Fujinon XC 50-230mm f/4.5-6.7 OIS
- Fujinon XF 56mm f/1.2 R
- Fujinon XF 10-24mm f/4 R OIS

### 칼자이스Touit 렌즈
- Carl Zeiss Touit Distagon T* 12mm f/2.8
- Carl Zeiss Touit Planar T* 32mm f/1.8
- Carl Zeiss Touit Makro-Planar T* 50mm f/2.8